# 펄기아
펄기아는 포켓몬스터 시리즈에 등장하는 가공의 캐릭터 (몬스터)이다.

## 특징
공간을 조종하는 능력을 갖고 있다. 공간의 연결을 자유롭게 조종하여 먼 장소나 다른 공간으로 이동할 수 있다. 진주를 연상시키는 구체가 어깨에 박혀 있다. 밝고 불그스름한 바탕색의 몸에 자주빛 줄무늬가 있다. 등에는 날개 모양의 지느러미 한 쌍이 달려 있다.
작품 내의 신화에서는 시간을 만들어내는 시간의 신이라 불리는 디아루가와 함께 신오지방을 창조했다고 전해진다. 디아루가의 대립점에 있는 포켓몬이고 암컷과 수컷이 없다. 키는 4.2m에 몸무게는 336kg이다. 물, 드래곤 타입이다. 교차되는 곳이 없이 늘어선 공간의 틈새에 산다고 전해진다.

## 게임에서의 펄기아
《포켓몬스터 DP 디아루가/펄기아》중 《포켓몬스터 DP 디아루가》 버전에서는 등장하지 않으며, 《포켓몬스터 DP 펄기아》 버전에서는 천관산에서 출현한다. 잡을 때에는 레벨이 47이고 기술은 물의파동, 원시의힘, 드래곤크루, 공간절단을 사용한다. 또한 전용 아이템인 백옥을 지니게 하면 펄기아가 사용하는 물타입과 드래곤타입 기술의 위력이 올라간다. 포켓몬스터Pt 기라티나에서는 디아루가와 함께 레벨 70으로 나온다. 전용기술은 공간절단이다.
《포켓몬스터 DP 디아루가/펄기아》 중에서 《포켓몬스터 DP 펄기아》에서만 잡을 수 있는 포켓몬이다.
《포켓몬 고》에서 2019년 2월 한달동안 5성 레이드 배틀에 나오고 2020년 7월말 8월초에 개최된 드래곤 위크에서 디아루가, 기라티나 어나더폼, 오리진폼과 함께 5성 레이드에 등장했다.
포켓몬스터 샤이닝 펄 버전에서 등장을 하였다.
LEGEND 아르세우스에서 오리진폼이 등장했다.

## 애니메이션에서의 펄기아
- 《포켓몬스터 DP》 오프닝에서 디아루가와 루카리오와 함께 등장.
- 《포켓몬스터 DP》 4기에서 디아루가와 같이 태홍이 가진 붉은쇠사슬의 힘에 조종당한다.
- 포켓몬 더 무비 XY: 후파: 광륜의 초마신에 등장한다.

## 그 외에서의 펄기아
《디아루가 vs 펄기아 vs 다크라이》에서는 디아루가와 치열한 결투를 벌이다 현세의 아라모스 타운에 강림을 했다. 그런데 지우가 오라시온이라는 음반을 시공의 탑에 들려주자 디아루가는 사라지고 펄기아는 시간과 공간을 되돌려 놓았다. 그래서 세계를 멸망시킬 뻔했다. 여기서 펄기아가 아라모스에 나타난 이유는 디아루가가 펄기아의 진주를 깨뜨려 공격을 피하려다가 공간을 아라모스타운으로 피했기 때문이다.
《아르세우스 초극의 시공으로》에서 디아루가와 그가 11기에서 끌여들인 기라티나와 환상의 포켓몬인 아르세우스와 더불어 싸운다.

## 같이 보기
- 포켓몬스터
- 포켓몬의 목록
- 4세대 포켓몬 목록